# Suhl (Werra)
Die Suhl ist ein etwa 22 Kilometer langer rechter Nebenfluss der Werra in Westthüringen.
Sie entspringt im Nordwestlichen Thüringer Wald westlich von Etterwinden, einem Ortsteil der Stadt Bad Salzungen, zwischen Eichberg (454 m N.N.) und Pfaffenberg (442 m N.N.), etwa 100 m südlich des Sallmannshäuser Rennsteigs, der hier die Grenze zur Gemeinde Gerstungen bildet.
Sie nimmt nach 1,5 km den aus dem Flachsgrund kommenden Bach auf, dessen Quelle an der Möhrschen Kuppe auch als Obere Suhlquelle bezeichnet wird.
Ca. 1 km hinter Kupfersuhl ändert sie ihre Fließrichtung von Südwest nach Nordwest und erreicht Ettenhausen an der Suhl, wo sie von der Werrabahn überquert wird. Zwischen Ettenhausen und Lindigshof wird die Suhl in der Talsperre Ettenhausen angestaut, die Ende der 1980er Jahre angelegt wurde. Sie fließt dann nach Marksuhl, den größten Ort im Tal der Suhl.
Westlich von Marksuhl folgen die Orte Wünschensuhl, Fernbreitenbach, Hausbreitenbach und Herda, alles Ortsteile der Stadt Werra-Suhl-Tal. In Hausbreitenbach speiste die Suhl einst einen Wassergraben, der die ehemalige Wasserburg Breitenbach umgab.
Die Suhl mündet zwischen Berka und Gerstungen von rechts in die Werra.

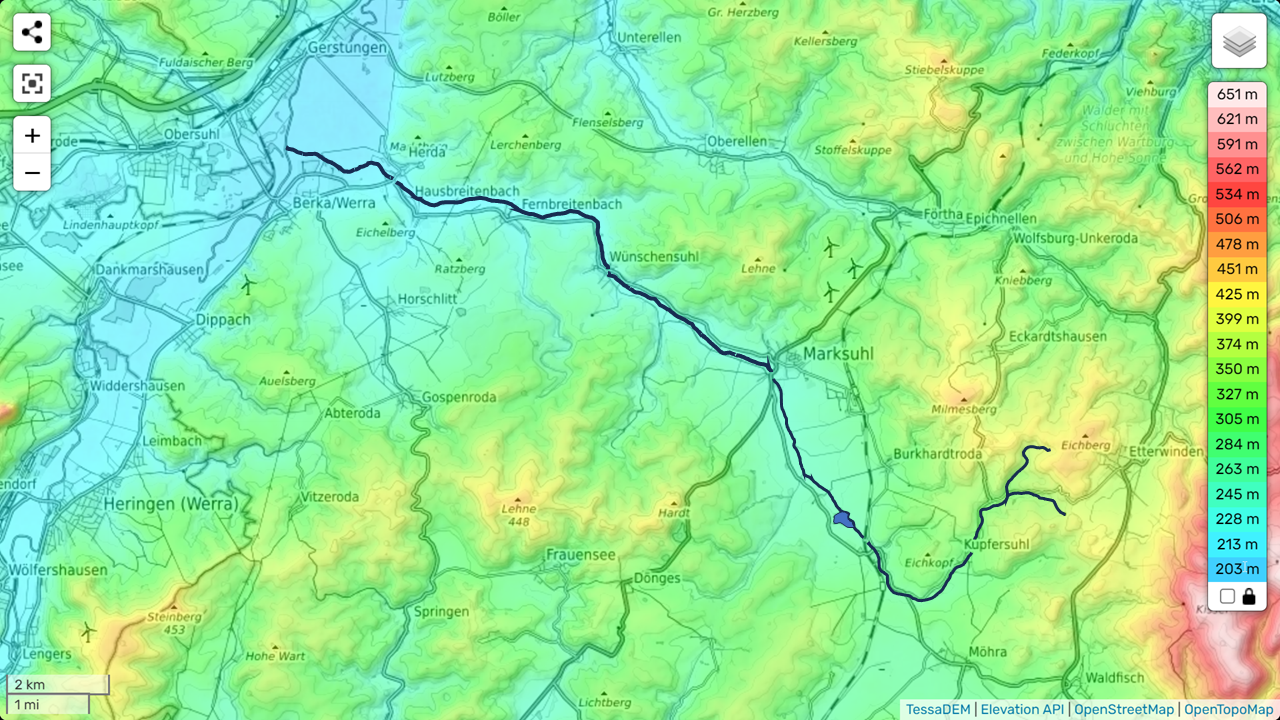
Topographische Karte des Suhltals (Die Suhl ist hervorgehoben.)

Naturräumlich liegt das Tal der Suhl im Bad Salzunger Buntsandsteinland bzw. Salzunger Werrabergland und trennt das Oberellener Hügelland vom Frauenseer Hügelland.
Die letzten etwa 500 Meter der Suhl werden in Topographischen Karten gelegentlich als Kleine Werra ausgewiesen, nach einem ehemaligen Nebenarm der Werra.
Das Gewässer wurde im Jahr 1016 („fluvium Sulaha“) erstmals schriftlich erwähnt. Der Name setzte sich ursprünglich aus dem germanischen Wort *sula- „sumpfige Stelle, Suhle, Lache“ und der Endung -aha für Fließgewässer zusammen.
Die Suhl wurde, wie nahezu alle kleinen Flüsse, seit dem Mittelalter von den Anliegergemeinden als Mühlwasser genutzt.